# 研修テレビ!!
『研修テレビ!!』（けんしゅうテレビ!!）は、2023年10月13日（12日深夜）から2024年9月27日（26日深夜）までテレビ朝日の『バラバラ大作戦』（木曜第3部）で放送されたバラエティ番組。

## 概要
テレビ朝日の個性的な若手アナウンサーが、注目の若手芸人とともにバラエティー対応力を磨いていく番組である。若手芸人が「ご家族やご親戚は見ないド深夜」に巧みにアナウンサーを誘い出し、さまざまな企画を行う。
2023年10月13日（12日深夜）に金曜 2:30 - 2:47（木曜深夜）の番組として放送を開始し、2024年4月5日（4日深夜）からは金曜 2:34 - 2:54（木曜深夜）に放送時間を変更した。

## 出演者
- テレビ朝日若手アナウンサー
- ママタルト（大鶴肥満、檜原洋平）テロップカラーはピンク。
- ひつじねいり（細田祥平、松村祥維）テロップカラーはオレンジ。
- 令和ロマン（髙比良くるま、松井ケムリ）テロップカラーは緑。
- 春とヒコーキ（ぐんぴぃ、土岡哲朗）テロップカラーは水色。

## 放送リスト
| 2023年 | 2023年         | 2023年                                          | 2023年                                   | 2023年                             |
| #      | 放送日         | 研修テーマ                                      | 出演アナウンサー                         | 備考                               |
| ------ | -------------- | ----------------------------------------------- | ---------------------------------------- | ---------------------------------- |
| 1      | 2023年10月13日 | かわいげを出そう                                | 布施宏倖、佐藤ちひろ、所村武蔵、鈴木新彩 |                                    |
| 2      | 2023年10月20日 | かわいげを出そう                                | 布施宏倖、佐藤ちひろ、所村武蔵、鈴木新彩 |                                    |
| 3      | 2023年10月27日 | ～まずは俺を越えてゆけ～ ちゃんと芸人をさばこう | 仁科健吾、鈴木新彩、草薙和輝、佐藤ちひろ |                                    |
| 4      | 2023年11月03日 | ～まずは俺を越えてゆけ～ ちゃんと芸人をさばこう | 仁科健吾、鈴木新彩、草薙和輝、佐藤ちひろ |                                    |
| 5      | 2023年11月10日 | 期待されてないパスから個性を出そう！            | 柳下圭佑、林美桜、所村武蔵               | ママタルト・令和ロマンは出演なし。 |
| 6      | 2023年11月17日 | 期待されてないパスから個性を出そう！            | 柳下圭佑、林美桜、所村武蔵               | ママタルト・令和ロマンは出演なし。 |
| 7      | 2023年11月24日 | ピンチをしのごう！                              | 並木万里菜、所村武蔵、草薙和輝           |                                    |
| 8      | 2023年12月01日 | ピンチをしのごう！                              | 並木万里菜、所村武蔵、草薙和輝           |                                    |
| 9      | 2023年12月08日 | ちゃんとルールを説明しきろう！                  | 並木万里菜、草薙和輝、住田紗里           |                                    |
| 10     | 2023年12月15日 | ちゃんとルールを説明しきろう！                  | 並木万里菜、草薙和輝、住田紗里           |                                    |
| 11     | 2023年12月22日 | できる範囲で選挙活動をしよう！                  | 所村武蔵、住田紗里                       | バラバラ大選挙対策企画。           |

| 2024年 | 2024年         | 2024年                                      | 2024年                                         | 2024年                                                                                           |
| #      | 放送日         | 研修テーマ                                  | 出演アナウンサー                               | 備考                                                                                             |
| ------ | -------------- | ------------------------------------------- | ---------------------------------------------- | ------------------------------------------------------------------------------------------------ |
| 12     | 2024年01月12日 | 実況で爪痕ワードを残そう！                  | 柳下圭佑、林美桜、布施宏倖                     | 令和ロマン・春とヒコーキは出演なし。                                                             |
| 13     | 2024年01月19日 | 実況で爪痕ワードを残そう！                  | 柳下圭佑、林美桜、布施宏倖                     | M-1グランプリ優勝後の令和ロマンのインタビューあり。 春とヒコーキは出演なし。                     |
| 14     | 2024年01月26日 | 厄介なゲストでも成立させよう！              | 駒見直音、鈴木新彩、佐々木一真、仁科健吾       |                                                                                                  |
| 15     | 2024年02月02日 | 厄介なゲストでも成立させよう！              | 駒見直音、鈴木新彩、佐々木一真、仁科健吾       |                                                                                                  |
| 16     | 2024年02月10日 | どんな内容でも笑わずに読もう！              | 駒見直音、鈴木新彩、佐々木一真                 |                                                                                                  |
| 17     | 2024年02月23日 | どんな内容でも笑わずに読もう！              | 駒見直音、鈴木新彩、佐々木一真                 |                                                                                                  |
| 18     | 2024年03月01日 | 毒にも薬にもならない話をしよう！            | 仁科健吾、三谷紬、鈴木新彩                     |                                                                                                  |
| 19     | 2024年03月08日 | 自分なりに分析してぶつけてみよう！          | 鈴木新彩、林美桜、草薙和輝                     | 野上慎平アナが登場。                                                                             |
| 20     | 2024年03月15日 | 自分なりに分析してぶつけてみよう！          | 鈴木新彩、林美桜、草薙和輝                     |                                                                                                  |
| 21     | 2024年03月22日 | 芸人にもっと寄り添おう！                    | 草薙和輝、鈴木新彩、林美桜、仁科健吾           |                                                                                                  |
| 22     | 2024年03月29日 | 芸人にもっと寄り添おう！                    | 草薙和輝、鈴木新彩、林美桜、仁科健吾           |                                                                                                  |
| 23     | 2024年04月05日 | 番組が抱える問題を激論しよう！              | 出演なし                                       | 細田宅で収録。 ママタルト・ぐんぴぃは出演なし。 番組ファン代表としてでか美ちゃんがリモート出演。 |
| 24     | 2024年04月12日 | 街ブラロケでピンチを乗り越えよう！          | 出演なし                                       | ママタルト・ぐんぴぃは出演なし。                                                                 |
| 25     | 2024年04月19日 | 土岡監督が感動的な街ブラロケをしたい        | 出演なし                                       | ママタルト・ぐんぴぃは出演なし。                                                                 |
| 26     | 2024年04月26日 | 自分で実況しよう！                          | 草薙和輝、柳下圭佑、仁科健吾                   |                                                                                                  |
| 27     | 2024年05月03日 | ガヤアナウンサー育成プログラム              | 三谷紬、草薙和輝                               |                                                                                                  |
| 28     | 2024年05月10日 | ガヤアナウンサー育成プログラム              | 三谷紬、草薙和輝                               |                                                                                                  |
| 29     | 2024年05月17日 | 悲しい顔をしよう！                          | 佐々木一真、三谷紬                             |                                                                                                  |
| 30     | 2024年05月24日 | 林美桜プロデュース 目指せ！東京ドームへの道 | 林美桜                                         | 林が4組をK-POPグループとしてプロデュース。                                                       |
| 31     | 2024年05月31日 | こっちだってラジオやろう                    | 草薙和輝、林美桜                               |                                                                                                  |
| 32     | 2024年06月07日 | 「ちなみに話」を言えるようになろう！        | 柳下圭佑、並木万里菜、荒井理咲子               |                                                                                                  |
| 33     | 2024年06月14日 | 「ちなみに話」を言えるようになろう！        | 柳下圭佑、並木万里菜、荒井理咲子               |                                                                                                  |
| 34     | 2024年06月21日 | 前室の挨拶を乗り切ろう！                    | 布施宏倖、林美桜                               | 上村ひなの・森本茉莉（日向坂46）が出演。                                                         |
| 35     | 2024年06月28日 | 難しい言葉をZ世代に伝えよう！               | 布施宏倖、林美桜                               | 上村ひなの・森本茉莉（日向坂46）が出演。                                                         |
| 36     | 2024年07月05日 | バラエティにゆっくり慣れさせよう            | 荒井理咲子、柳下圭佑                           |                                                                                                  |
| 37     | 2024年07月12日 | ウエストランド井口が楽屋でダメ出し！        | 出演なし                                       | 井口浩之（ウエストランド）が出演。                                                               |
| 38     | 2024年07月19日 | ウエストランド井口を褒めてみよう！          | 林美桜、佐々木一真、鈴木新彩                   | 井口浩之（ウエストランド）が出演。                                                               |
| 39     | 2024年07月26日 | 林先生の言うことを聞きなさい！              | 林美桜                                         | #30の続編。                                                                                      |
| 40     | 2024年08月02日 | 上手に遠隔操作されよう！                    | 柳下圭佑、佐々木一真、荒井理咲子               | 並木・佐々木が報道局への異動のため卒業。                                                         |
| 41     | 2024年08月09日 | とっておきの方法で人生を変えよう            | 荒井理咲子、鈴木新彩                           |                                                                                                  |
| 42     | 2024年08月16日 | レジェンドの話を聞こう！                    | 草薙和輝、林美桜、仁科健吾、鈴木新彩           | ぐんぴぃは出演なし。 松丸友紀（元テレビ東京アナウンサー）が出演。                                |
| 43     | 2024年08月23日 | レジェンドの話を聞こう！                    | 草薙和輝、林美桜、仁科健吾、鈴木新彩           | ぐんぴぃは出演なし。 松丸友紀（元テレビ東京アナウンサー）が出演。                                |
| 44     | 2024年08月30日 | 感じのいい芸人になろう！                    | 鈴木新彩、林美桜、草薙和輝                     | ぐんぴぃは出演なし。                                                                             |
| 45     | 2024年09月06日 | 逆張りしよう！                              | 草薙和輝、柳下圭佑、荒井理咲子                 | ぐんぴぃは出演なし。                                                                             |
| 46     | 2024年09月13日 | 研修の成果を報告しよう！                    | 草薙和輝、柳下圭佑、仁科健吾、鈴木新彩         | 三谷・駒見・住田・佐藤・林・所村・布施・荒井がVTRで出演。                                        |
| 47     | 2024年09月20日 | 東京ドームへの道 完結編                     | 林美桜                                         | 番組初の観覧あり。                                                                               |
| 48     | 2024年09月27日 | 最終回だけど終わんない可能性に賭けよう！    | 草薙和輝、林美桜、鈴木新彩、仁科健吾、柳下圭佑 |                                                                                                  |

## スタッフ
- ナレーター：山本雪乃（テレビ朝日アナウンサー、#1-5、7-10、12-24）、荒井理咲子（テレビ朝日アナウンサー、#6、38-46、48）、三谷紬（テレビ朝日アナウンサー、#11）、並木万里菜（テレビ朝日アナウンサー、#25-36）、矢島悠子（テレビ朝日アナウンサー、#37）、松岡朱里（テレビ朝日アナウンサー、#47）
- 構成：今井太郎、上野優人
- 撮影：山﨑善映（#1-4、7-48）、長塚史視（#5-6）
- 照明：池谷祐介（#19-22、26）
- 音声：勝見亘（#1-6、32-33）、中村渚（#7-18）、大嶋朋子（#19-26）、羽根田順奈（#27-31、34-36、38-48）、福元裕美（#37）
- 技術協力：TSP、共立（#19-22、26）、ヌーベルアージュ
- 美術：吉居真夏
- 美術進行：寺岡悠介、西尾星那
- メイク：川口カツラ店
- 音効：飯野大河
- 編成：大塚脩平（#1-4）、熊谷和也（#5-41）、土井泰樹（#42-48）
- ライツ：佐藤麻衣
- デスク：永野智子
- 編集：菊川雄太（#4-48）
- 制作スタッフ：中間卓巳（#1-4）、石山和弥（#1-45、47）、池田一真
- ディレクター：栗原大祐、松尾竜二、佐々木健太、中間卓巳（#5-48）、石山和弥（#46）
- AP：小林智武、渡邉優子
- 演出：舟橋政宏
- プロデューサー：藤本周二、細越貴子（オフィスぼくら）
- ゼネラルプロデューサー：奥田創史
- 制作協力：オフィスぼくら
- 制作著作：テレビ朝日